# Rui da Silva

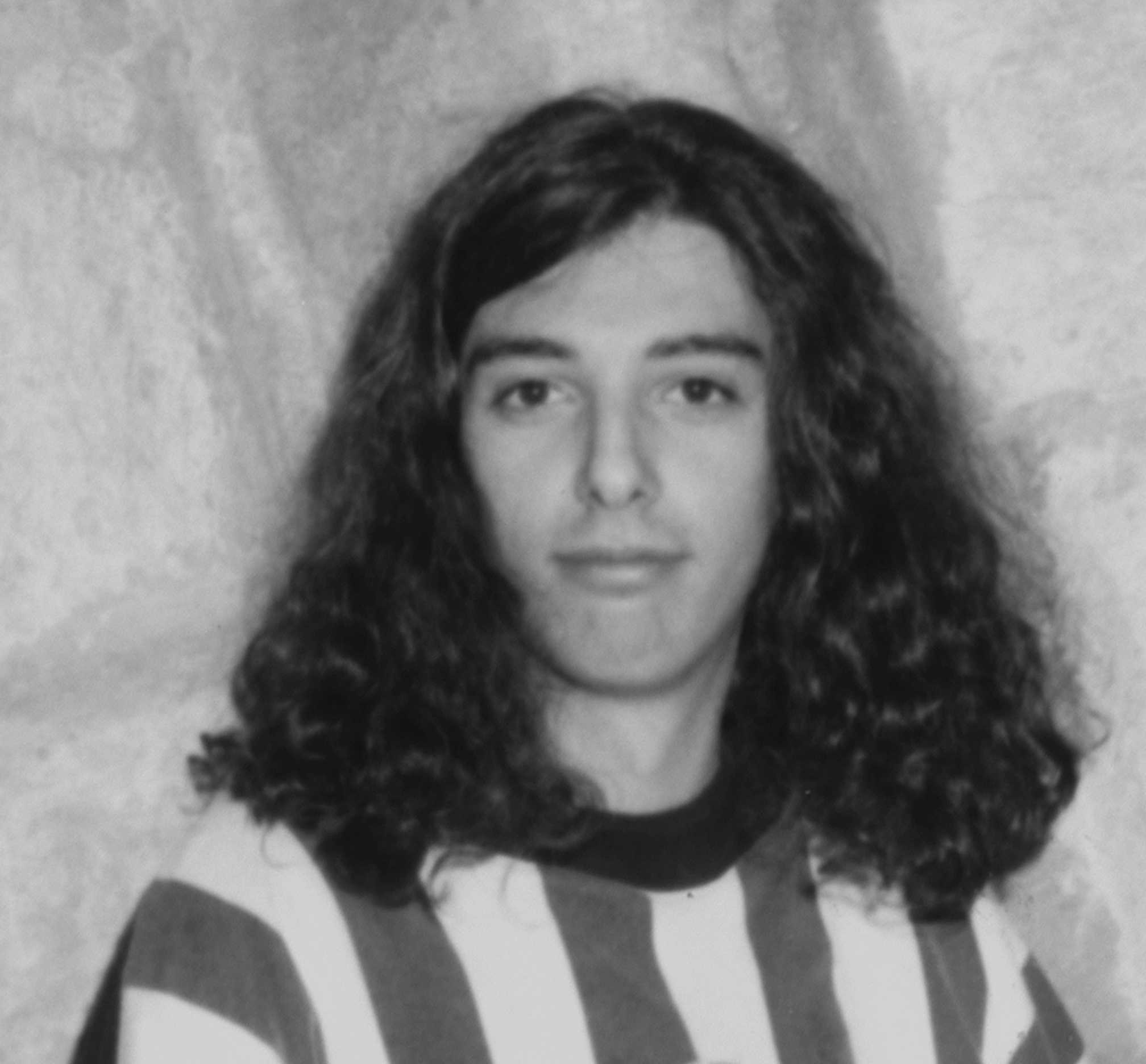
Rui da Silva

Rui da Silva is een Portugese dj en producer. Hij heeft zich toegelegd op het maken van dance- en housemuziek. Da Silva is als dj actief sinds 1992, en stond toen voornamelijk bekend onder de naam "Doctor J". Met landgenoot DJ Vibe vormt hij het project Underground Sound Of Lisbon, waarmee ze een succes hebben met de single So Get Up (1994). In 1999 verlegde hij zijn werkterrein naar Londen. Rond het jaar 2000 veranderde hij die naam naar Rui da Silva. Met producer Chris Coco werkte hij samen als Coco Da Silva.
Da Silva heeft een eigen platenlabel, dat "Kismet Records" heet.

## Touch Me
Da Silva geniet Europese bekendheid, voornamelijk vanwege zijn enige grote hit Touch Me, samen met zangeres Cassandra Fox. Tot dan toe maakte hij bijna enkel instrumentale nummers of nummers met samples. Op aandringen van enkele vrienden besloot hij het een keer met een vocalist te proberen. Hij kende echter geen enkele zanger of zangeres. Bij toeval kwam hij in het uitgaansleven Cassandra tegen, die al zingend een pub uit kwam gelopen. Hoewel ze geen ervaring had als zangeres, wilde hij met haar een nummer opnemen. Ze kwam naar zijn studio en schreef de tekst, waarna ze Touch Me opnamen.
Touch Me werd in het voorjaar van 2000 uitgebracht en groeide die zomer in de clubs op Ibiza uit tot een publieksfavoriet. Vooral Paul Oakenfold was een belangrijke ambassadeur van het nummer, en draaide het op het hoogtepunt wel vijf keer op een avond. Na de release van de single werd Da Silva door BMG aangeklaagd, omdat hij in het nummer onrechtmatig gebruik zou hebben gemaakt van een sample van het lied Chant No. 1 van Spandau Ballet. Da Silva verloor de rechtszaak. Bovendien liepen onderhandelingen op niets uit, waardoor er een nieuwe versie zonder de sample moest worden uitgebracht. Deze nieuwe versie was eind 2000 en begin 2001 in verschillende hitlijsten terug te vinden. In het Verenigd Koninkrijk behaalde Da Silva een nummer 1-positie. Hij was hiermee de eerste Portugese producer die dit bewerkstelligde. Touch Me werd na de release door verschillende andere dj's geremixt, waaronder Tiësto. Zelf treedt Da Silva niet meer samen met Fox op, omdat de laatste zich wilde distantiëren van de dance-muziek. 
In 2002 verscheen opvolger Feel The Love, maar die wist geen vervolg te geven aan het succes. Dat jaar verscheen ook Produced & Remixed, waarop enkele van zijn remixes zijn verzameld. In 2006 maakte hij het album Praying Mantis, dat in een kleine oplage in eigen beheer is uitgebracht.  Daarna verschenen er door de jaren heen nog diverse singles. Zo werkte hij in 2015 samen met Duane Harden op It's Your Love. Grote hits waren er niet meer bij. 

## Discografie
- Produced & Remixed (2002)
- Praying Mantis (2006)

| Single met eventuele hitnotering(en) in de Nederlandse Top 40 | Datum van verschijnen | Datum van binnenkomst | Hoogste positie | Aantal weken | Opmerkingen                             |
| ------------------------------------------------------------- | --------------------- | --------------------- | --------------- | ------------ | --------------------------------------- |
| Touch Me                                                      | 2000                  | 27-01-2001            | 20              | 8            | met Cassandra / Dancesmash op Radio 538 |

| Single met hitnotering(en) in de Vlaamse Ultratop 50 | Datum van verschijnen | Datum van binnenkomst | Hoogste positie | Aantal weken | Opmerkingen   |
| ---------------------------------------------------- | --------------------- | --------------------- | --------------- | ------------ | ------------- |
| Touch Me                                             |                       | 10-02-2001            | 6               | 17           | met Cassandra |